# 松田凜日
松田 凜日（まつだ りんか、2001年12月5日 - ）は、日本の女子ラグビーユニオン選手。

## プロフィール
- 東京都国分寺市出身[1]。
- ポジションはセンター(CTB)、フルバック（FB)
- 身長 170cm、体重 74kg
- 父の努は元ラグビー選手(元日本代表)[2]。
- 女子日本代表キャップは9。（2022年11月現在）
- 7人制女子日本代表に選ばれたことがある[3]。

## 略歴
2020年、國學院栃木高校卒業後、日本体育大学に入る。
2021年6月、東京五輪の7人制女子日本代表内定選手に選ばれたが、同年7月、負傷のため離脱。
2022年5月1日に行われた女子オーストラリア遠征女子フィジー代表戦にて先発出場で女子日本代表初キャップを獲得した。同年9月、ラグビーワールドカップ2021の女子日本代表に選ばれた。
2024年、日本体育大学卒業後、東京山九フェニックスに加入。同年7月、パリ2024五輪の7人制女子日本代表内定選手に選ばれた。